# Cordillera de Hirrampe
Cordillera de Hirrampe är en bergskedja i Chile.   Den ligger i regionen Región de la Araucanía, i den södra delen av landet, 600 km söder om huvudstaden Santiago de Chile.
I omgivningarna runt Cordillera de Hirrampe växer i huvudsak blandskog. Runt Cordillera de Hirrampe är det glesbefolkat, med 15 invånare per kvadratkilometer.